# Manpower 4
Manpower 4 är ett band från Estland som representerade landet i Eurovision Song Contest 2010. I tävlingen deltog de med låten "Siren", tillsammans med Malcolm Lincoln, men slogs ut i semifinalen. Bandet består av Jaanus Saago, Andrei Ozdoba, Mick Pedaja och Kristjan Night.